# タバコ・ファトワー
タバコ・ファトワーは、ムスリムによるタバコの使用を禁止するファトワー（イスラム教の法的見解）である。

## 歴史
1891年のタバコ・ボイコット運動において、アーヤトッラーのen:Marja'（ペルシア語: مرجع تقليد Marja-e taqlid）とen:Mirza Mohammed Hassan Husseini Shirazi（ペルシア語: میرزای شیرازی）が出したファトワーが最初のものである。

## インドネシア
インドネシアのムスリム組織ムハマディヤは2010年に喫煙ハラーム （禁止）を宣言した。この組織は以前に喫煙を単にマクルーフ （忌避されるもの）として挙げていた。タバコ会社は2007年1月から10月にかけて1,350の若者向けのイベントを後援し、また、しばしば無料の紙巻タバコを若者たちに与えている。

## フィリピン
大ムフティーのシェイク・オマル・ パシガンが率いるフィリピンのイスラム法学者の最高評議会は、2010年6月に紙巻タバコの喫煙はハラームであると明言した。

## シンガポール
2011年5月に、シンガポールの大ムフティーは紙巻タバコの喫煙・販売はハラームであると言った。しかし2011年7月に、シンガポールのムスリムたちはそのファトワーを拒否するか拒否しないか決定するように求められ、ほとんどの人はそのファトワーを拒否すべきであると言った。
そのファトワーは2011年1月、シンガポールにおけるタバコの禁止が拒否されたため作られた。

## 発展資料
- Katib Chelebi, The Balance of Truth, Chapter 5